# Alois Riehl

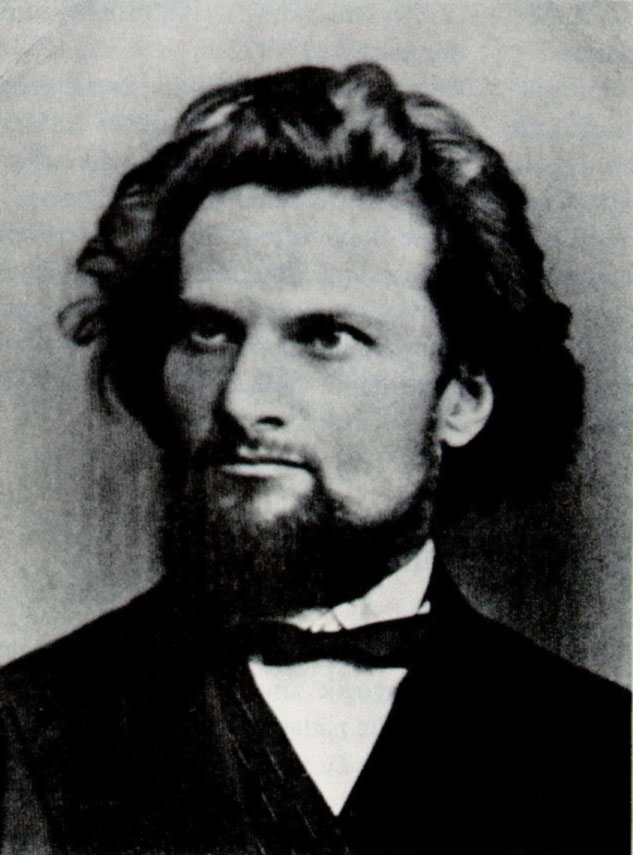
Alois Riehl

Alois (auch Aloys) Adolf Riehl (* 27. April 1844 auf dem Riehlhof bei Bozen; † 21. November 1924 in Neubabelsberg bei Potsdam) war ein österreichischer Philosoph und Vertreter des Neukantianismus.

## Biografie
Alois Riehl wurde als zweites Kind von fünf Kindern des Gastwirtes Josef Riehl und seiner Ehefrau Marie Riehl auf dem »Riehlhof« (Rielhof) südlich von Bozen in Südtirol geboren. Nach dem Besuch des Franziskanergymnasiums in Bozen und der Matura studierte er Philosophie, Geographie und Geschichte an den Universitäten Wien, München, Innsbruck und Graz. 1866 legte er das Staatsexamen für das Höhere Lehramt in Graz ab. 1868 wurde er zum Dr. phil. an der Universität Innsbruck promoviert.
Sein älterer Bruder war Oberbaurat Dr.Ing.h.c.Josef Riehl.
1869 heiratete er in Klagenfurt Paula Polster, die 1879 verstarb. Seine zweite Frau war (1881) Sophie geb. Reyer, Tochter des Alexander Reyer, Prof. Dr. med. an der Universität Graz und dessen Frau Sophie, geb. Kees in Graz.
1870 habilitierte er sich an der Universität Graz, war dort zunächst Privatdozent und ab 1873 a.o. Professor für Philosophie. 1878 wurde er zum ordentlichen Professor für Philosophie berufen. 1882 erhielt er einen Ruf an die Albert-Ludwigs-Universität Freiburg als Nachfolger von Wilhelm Windelband. 1896 wurde er an die Christian-Albrechts-Universität Kiel berufen, 1898 an die Universität Halle. 1905 wurde Riehl Nachfolger Wilhelm Diltheys auf dem Lehrstuhl für Philosophie an der Friedrich-Wilhelms-Universität Berlin.
Riehl betreute als Doktorvater u. a. die Dissertationen von Oswald Spengler zum Thema Der Metaphysische Grundgedanke der Heraklitischen Philosophie und von Adhémar Gelb (1910). Riehl gehörte am 5. März 1906 neben Max Sering und Max Lenz zu den Prüfern des Rigorosums von Alice Salomon, das sie mit cum laude bestand. Alois Riehl war ein Koreferent von Carl Stumpf, der Robert Musil promovierte. Der Kandidat hatte am 31. Januar 1908 seine Dissertation zum Thema Beitrag zur Beurteilung der Lehren Mach´s eingereicht und die Note laudabile erhalten.

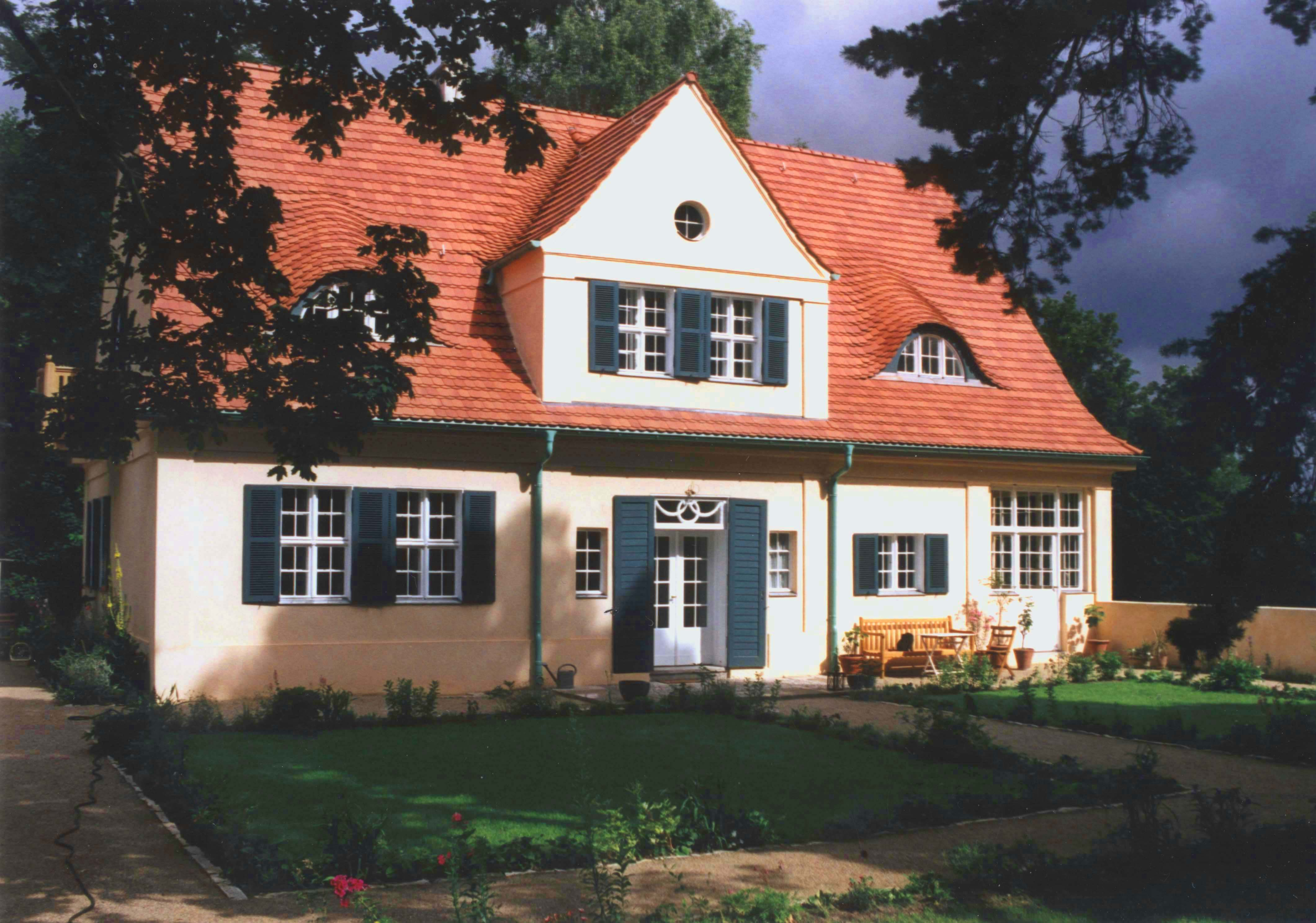
Haus Riehl in Potsdam-Babelsberg

1906 beauftragten Sophie und Alois Riehl den damals zwanzigjährigen Ludwig Mies van der Rohe mit der Planung ihres Wohnhauses, der „Villa überm See“ (von den Riehls auch liebevoll „Klösterli“ genannt) in der Spitzweggasse 3 in der geschichtsträchtigen Villenkolonie Neubabelsberg, die sich heute im Potsdamer Stadtteil Babelsberg befindet. Das Haus wurde zur DDR-Zeit von der Babelsberger Filmhochschule genutzt.
1907 machte eine Gruppe deutscher Universitätsprofessoren, darunter Riehl, Richard Oehler, Richard Heinze und Hans Vaihinger, den offiziellen Vorschlag, den Nobelpreis für Literatur des Jahres 1908 an Elisabeth Förster-Nietzsche zu vergeben.
Josef Riehl war ein Bruder von Alois Riehl. Seine zweite Frau Sophie Riehl, geb. Reyer (1855–1928, ⚭ 1881), war eine Tante von Frieda Gross, geb. Schloffer, der Ehefrau des österreichischen Arztes, Psychoanalytikers und Revolutionärs Otto Gross.
Alois Riehl wurde in Potsdam auf dem Alten Friedhof von Klein Glienicke beerdigt. Ein Grabmal – entworfen von Ludwig Mies van der Rohe – zierte lange Zeit das Grab.
Riehl war Mitglied des Corps Athesia Innsbruck und der Burschenschaft Arminia Graz.

## Position
Innerhalb des Neukantianismus gelten Robert Reininger, der Arbeiten zum psychophysischen Problem und zur Wertphilosophie veröffentlichte, und Alois Riehl als Vertreter des Kritizismus: Für Riehl ist die Philosophie nicht eine Weltanschauungslehre, sondern vor allem Kritik der Erkenntnis. Riehl betont dabei eine Fortschreibung von Kant, indem neue Erkenntnisse der Naturwissenschaften und der Mathematik, (z. B. Nichteuklidische Geometrie) einbezogen werden.
Eine Bestimmung der Position von Alois Riehl gelingt zusätzlich über seinen Schüler Richard Hönigswald: Die Grundprobleme des Gegebenen und des menschlichen Erkennens stehen sich gegenüber. Philosophische Untersuchungen zum Ding an sich basieren auf denkpsychologischen Überlegungen, in denen ein Zusammenhang zwischen Bewusstsein und Gegenstand beschrieben wird. Dabei ist Sprache notwendig für das Bewusstsein und erst durch Sprache kann die Objektivität eines Gegenstandes hergestellt werden.

## Ehrung
- 1913: Ehrendoktorwürde der University of Princeton.

## Publikationen
Werke
- Realistische Grundzüge. Eine philosophische Abhandlung der allgemeinen und nothwendigen Erfahrungsbegriffe. Leuschner u. Lubensky, Graz 1870.
- Moral und Dogma. Gerold, Wien 1871.
- Über Begriff und Form der Philosophie. Eine allgemeine Einleitung in das Studium der Philosophie. Duncker, Berlin 1872.
- Der philosophische Kritizismus und seine Bedeutung für die positive Wissenschaft. Geschichte und System. 3 Bände, Leipzig 1876–1887:
  - Band 1/1876: Geschichte und Methode des philosophischen Kritizismus.
  - Band 2/1879: Die sinnlichen und logischen Grundlagen der Erkenntnis.
  - Band 3/1887: Zur Wissenschaftstheorie und Metaphysik.
- Friedrich Nietzsche. Der Künstler und der Denker. Ein Essay. Frommann, Stuttgart 1897 (Neuausgabe: Dr. Klaus Fischer Verlag, Schutterwald/Baden 2000)
- Führende Denker und Forscher. Quelle & Meyer, Leipzig 1922.
- Beiträge zur Logik. 3. Aufl. Reisland, Leipzig 1923.
- Philosophische Studien aus vier Jahrzehnten. Quelle u. Meyer, Leipzig 1925.

Referate
- Zur Einführung in die Philosophie der Gegenwart. Acht Vorträge. Teubner, Leipzig 1903.
- Humanistische Ziele des mathematischen und naturwissenschaftlichen Unterrichts. Vortrag gehalten in der Vereinigung der Freunde des humanistischen Gymnasiums in Berlin und der Provinz Brandenburg am 4. Dezember 1908. Weidmann, Berlin 1909.
- Giordano Bruno. Zur Erinnerung an den 17. Februar 1600. 2. Aufl. Engelmann, Leipzig 1900.
- Plato – Ein populär-wissenschaftlicher Vortrag. Niemeyer, Halle 1912.
- Fichtes Universitätsplan. Rede zur Feier des Geburtstages Seiner Majestät des Kaisers und Königs (Wilhelm II.) gehalten in der Aula der Königlichen Friedrich-Wilhelms-Universität zu Berlin am 27. Januar 1910. Universitätsbuchdruckerei, Berlin o. J. (1910).